# لودفيج فون ميزس
لودفيج فون ميزس، (Ludwig von Mises) اقتصادي نمساوي وفيلسوف ومفكر ذو تأثير كبير على الحركة الليبرتارية الحديثة. درس على يد كارل مينجر في جامعة فيينا وحصل فيها على شهادة الدكتوراة عام 1906. بسبب أصوله اليهودية ولتجنب أي تهديد من النازيين له اضطر لمغادرة وطنه النمسا، متجها إلى سويسرا ليدرس في المؤسسة العليا للدراسات الدولية ومكث فيها ست سنوات غادر بعدها إلى الولايات المتحدة وتحديدا نيو يورك حيث درس في جامعتها كأستاذ زائر بين عامي 1945 و1969.
يعد ميزس أحد أهم أعضاء المدرسة النمساوية للاقتصاد، إن لم يكن أهمهم. ألف الكثير من الكتب وطرح فيها كثيرا من القضايا المتعلقة بالسياسات المالية والتضخم والفرق بين الاقتصاد الحر والاقتصاد المتحكم به من قبل الحكومات. كما عارض في كتبه كل مبادئ الاشتراكية وبين -حسب نظره- تهافت نظريات وأفكار الاشتراكيين كماركس وكينز وكيف أن الاشتراكية ستفشل اقتصاديا لا محالة.
من أبرز تلاميذه فريدريك هايك الحاصل على جائزة نوبل ومري روثبورد المؤرخ والاقتصادي الأمريكي المشهور. كما تعد أفكاره ذات تأثير واضح لدى الحزب الليبرتاري الأمريكي والسياسي الأمريكي المترشح لرئاسة الدولة عن الحزب الجمهوري رون بول.

## سيرته

### النشأة
ولد لودفيج فون ميزس لأبوين يهود في مدينة ليمبرغ، غاليسيا، الإمبراطورية النمساوية المجرية (الآن لفيف، أوكرانيا). كانت عائلة والده، آرثر إدلر فون ميزس، قد ترفّعت إلى طبقة النبلاء النمساوية في القرن التاسع عشر (تشير كلمة «إدلر» إلى عائلة نبيلة لا تملك أرضًا) وانخرطوا في تمويل وإنشاء السكك الحديدية. كانت والدته أديل (قبل الزواج: لاندو) ابنة شقيقة الدكتور جواكيم لانداو، نائب الحزب الليبرالي في البرلمان النمساوي. عمل آرثر فون ميزس مهندس بناء في ليمبرغ مع شركة كازيرنوفيتز للسكة الحديدية.
في عمر الثانية عشرة، تحدث ميزس الألمانية والبولندية والفرنسية بطلاقة، وقرأ اللاتينية واستطاع فهم الأوكرانية. كان لدى ميزس أخٌ أصغر منه سنًّا، ريتشارد فون ميزس، الذي أصبح عالم رياضيات وعضوًا في دائرة فيينا، ومُنظّرًا في مجال الاحتمالات. عندما كان لودفيج وريتشارد لا يزالان أطفالًا، انتقلت عائلتهما إلى فيينا.
في سنة 1900، التحق ميزس بجامعة فيينا، وتأثر بأعمال كارل منغر. توفي والده في سنة 1903. بعد ثلاث سنوات حصل ميزس على درجة الدكتوراه من كلية الحقوق في عام 1906.

### الحياة في أوروبا
خلال السنوات بين عامي 1904 و1904، حضر ميزس محاضرات ألقاها الاقتصادي النمساوي يوجين فون بوم-باويرك. تخرج في شهر فبراير من العام 1906 (بدرجة دكتوراه في القانون) وبدأ مهنة موظف في الإدارة المالية في النمسا.
بعد بضعة أشهر، غادر ليتولى وظيفة متدرب في إحدى شركات فيينا القانونية. خلال ذلك الوقت، بدأ ميزس إلقاء محاضرات في الاقتصاد، وفي أوائل عام 1909 انضم إلى غرفة التجارة والصناعة في فيينا. أثناء الحرب العالمية الأولى، عمل ميزس ضابطًا أماميًا في المدفعية النمساوية المجرية ومستشارًا اقتصاديًا لوزارة الحرب.
كان ميزس كبير الاقتصاديين في غرفة التجارة النمساوية وكان مستشارًا اقتصاديًا لإنغلبرت دولفوس، العميد النمساوي الفاشي ولكن المعارض بقوة للنازية. في وقت لاحق، عمل ميزس مستشارًا اقتصاديًا لأوتو فون هابسبورغ، السياسي الديمقراطي المسيحي والمطالب بعرش النمسا (الذي ألغي قانونيًا في عام 1918 في أعقاب الحرب العالمية الأولى). في عام 1934، غادر ميزس النمسا إلى جنيف بسويسرا، حيث عمل أستاذًا في المعهد العالي للدراسات الدولية حتى عام 1940.
أثناء وجوده في سويسرا، تزوج ميزس من مارجيت هرتسفيلد سيريني، ممثلة سابقة وأرملة لفرديناند سيريني. كانت أم جيتا سيريني.

### عمله في الولايات المتحدة
في سنة 1940، فرّ ميزس برفقة زوجته بعد التوغل الألماني في أوروبا وهاجرا إلى نيويورك في الولايات المتحدة. أتى إلى الولايات المتحدة بمنحة من مؤسسة روكفيلر. مثل العديد من الباحثين الليبراليين الكلاسيكين الذين فروا إلى الولايات المتحدة، حصل على دعم من مؤسسة روكفيلر لكسب وظيفة في الجامعات الأميركية. أصبح ميزس أستاذًا زائرًا في جامعة نيويورك وشغل هذا المنصب من عام 1945 حتى تاريخ تقاعدة في عام 1969، رغم أنه لم يكن يتقاضى راتبه من قبل الجامعة. قام رجل الأعمال والمعلق الليبرتاري لورانس فيرتيغ، عضو مجلس أمناء جامعة نيويورك، بتمويل ميزس وعمله.
خلال جزء من تلك الفترة، درس ميسيز قضايا العملة لحركة «بان يوروبا»، التي كان يقودها ريتشارد فون كودنهوف – كاليرغي، عضو هيئة التدريس في جامعة نيويورك ومنفي نمساوي. في عام 1947، أصبح ميزس واحدًا من الأعضاء المؤسسين لجمعية مونت بيليرين.
في عام 1962، تلقى ميزس الوسام النمساوي للعلوم والفنون عن الاقتصاد السياسي ضمن سفارة النمسا في واشنطن العاصمة.

## وصلات خارجية
- لودفيج فون ميزس على موقع الموسوعة البريطانية (الإنجليزية)
- لودفيج فون ميزس على موقع مونزينجر (الألمانية)
- لودفيج فون ميزس على موقع إن إن دي بي (الإنجليزية)